# 페이딩
페이딩(fading)은 단시간 내에서 일어나는 전하의 감쇠로 여러 가지 요인에 의해 발생된다. 전파의 반사, 산란 등으로 인해 전파의 경로가 여러 경로로 흩어지는 것을 다중 경로 페이딩이라 하며, 다중 경로로 인해 지연 확산(Delay Spread)이 발생하며, 신호의 왜곡을 발생시킨다. 이동국의 움직임으로 인한 전파의 감쇄(Delay spread)를 "도플러 효과"라고 하는데 이것은 이동국이 이동함으로 인해 전파의 중심 주파수가 천이하는 것 같은 효과가 발생하며, 이로 인해 주파수의 전이 및 흩어짐 현상이 발생한다.

## 그림자 페이딩
전파가 다양한 경로로 전달되는 과정에서 건물이나 터널 등으로 인해 전파의 음영지역이 나타난다. 실제환경에서 나무나 빌딩 등에 의해 전파가 감쇄하는 모델로서 갑작스런 신호세기의 변화를 가져온다. 송수신시 사이의 실제 주변 환경에 따라 경로 손실(path loss)은 많이 달라지게 된다.(Multiple reflections and /or scatterings) Path Loss Model(e.g. two-ray model)로 보정이 가능하다. 나쁜 위치에서 신호를 못 받을 경우 또는 작게 받는 경우를 가리켜 그림자 페이딩, 섀도 페이딩(shadow fading)이라 한다.

## 선택적 페이딩
주파수 선택적 페이딩(Frequency Selective Fading) 또는 선택적 페이딩(selective fading)은 상관 대역폭 (coherent bandwidth)이 전송 신호 주파수 대역보다 좁은 경우를 말하며, 이는 다중 경로 채널의 응답 (multi-path-channel response) 과 연관되어 나타나는 현상이며 다중 경로 지연확산이 전송 심볼율 보다 큰 경우에 일어나게 된다.
무선으로 전송된 신호는 다중 경로 채널을 통과하면서 주파수상에서 다양한 페이딩 환경 (감쇠차, 위상차)을 경험하게 된다. 그 결과로 어떤 무선 통신 링크에서 페이딩을 측정한다면 특정 수신 주파수가 다른 수신 주파수에 비해 더 큰 감쇠를 초래하는 경우를 발견할 수 있다.
페이딩 채널은 CDMA (Code division multiple access) 통신의 경우 심한 ISI(Inter Symbol Interference)를 야기할 수 있다.
주파수 선택적 페이딩은 OFDMA (orthogonal frequency division multiple access) 시스템에서는 주파수 선택적 사용자 스케줄링 기법 (frequency-selective user scheduling)이나 주파수 다이버시티 (frequency diversity)기법 등에 활용되어 전체 시스템 이득을 개선하는데 활용되기도 한다.
시간 선택적 페이딩(Time selective fading)은 시간에 따라 페이딩 크기가 다른 것을 의미한다. 도플러 확산이 만들어 낸 페이딩이다. 송신 신호가 채널의 변화 정도에 따라 얼마나 빠르게 변하는가에 따라 고속 페이딩(Fast Fading)과 저속 페이딩(Slow Fading)으로 구분한다.
이동체가 빠르게 이동하면, 수신 신호가 응축되어 대역폭이 커지게 된다. 따라서 가간섭성 시간이 펄스 지속 시간(puls dutation)보다 작아지게 된다.
{\displaystyle Tc=9/(16*pi*fd)}
즉, 주파수 대역폭이 커지면 가간섭성 시간이 작아진다. 펄스가 지속되어야 하는 최소한의 시간보다 작아져 왜곡이 발생된다. 이를 "Fast Fading"이라 한다. 일반적으로 신호의 왜곡은 송신 주파수 대비 도플러 확산이 증가하면 증가한다. 실제적인 경우 fast fading은 오직 저속 데이터 전송을 경우 발생한다.
반대로 가간섭성 시간이 더 클 경우, 즉 왜곡에 대해 안전한 경우를 "Slow Fading"이라 한다.

## 같이 보기
- 지연 확산